# Pendrillon

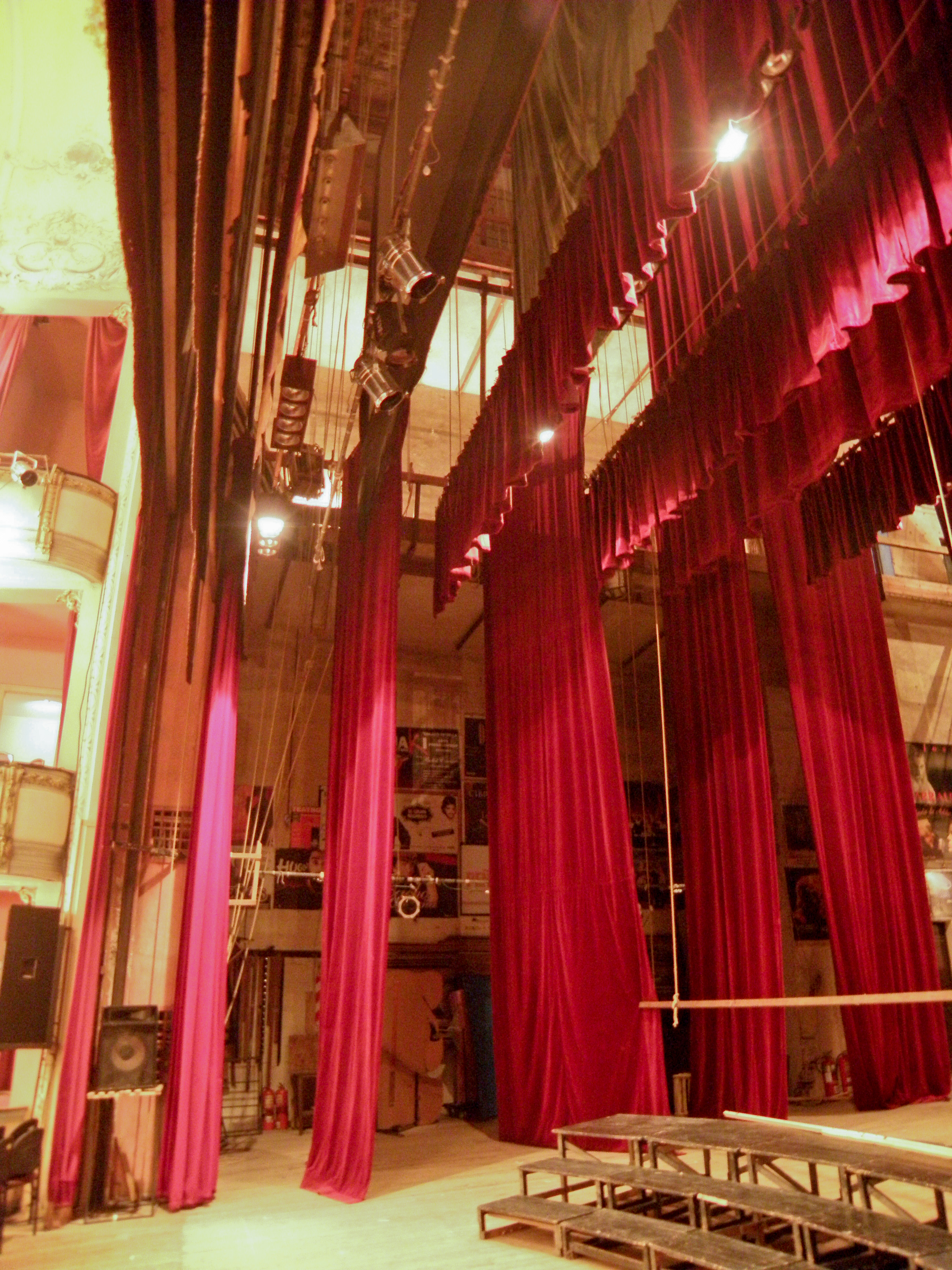
Frises et pendrillons du Teatro 3 de Febrero de Paraná (Argentine).

Les pendrillons, ou pendillons, sont des rideaux de théâtre de faible largeur (2 à 6 mètres), souvent en velours noir, qui servent à cacher les coulisses.
Le bas peut être lesté, pour le tendre, et « chargé » de 1 à 2 centimètres, pour l’« asseoir » ou pour le « mettre à genoux » afin d’assurer la continuité avec le plancher et d’empêcher la lumière des coulisses de filtrer dans la salle.
Leur sommet peut être dissimulé par d'autres rideaux, les frises.